# San Andrés del Rey
San Andrés del Rey – gmina w Hiszpanii, w prowincji Guadalajara, w Kastylii-La Mancha, o powierzchni 16,2 km². W 2011 roku gmina liczyła 37 mieszkańców.